# Zygophyxia stenoptila
Zygophyxia stenoptila är en fjärilsart som beskrevs av Louis Beethoven Prout 1916. Zygophyxia stenoptila ingår i släktet Zygophyxia och familjen mätare. Inga underarter finns listade i Catalogue of Life.